# District de Yosa

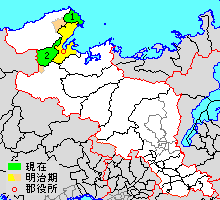
District de Yosa, préfecture de Kyoto.

Le district de Yosa (与謝郡, Yosa-gun) est un district de la préfecture de Kyoto ,au Japon.

## Géographie

### Démographie
Au 1er décembre 2014, la population du district de Yosa s'élevait à 25 681 habitants répartis sur une superficie de 169,04 km2,.

### Municipalités du district
- Ine
- Yosano

### Anciennes municipalités
- Iwataki (XVIe siècle-2006)
- Kaya (713-2006)
- Miyazu (713-1954)
- Nodagawa (1955-2006)